# محمد حديد

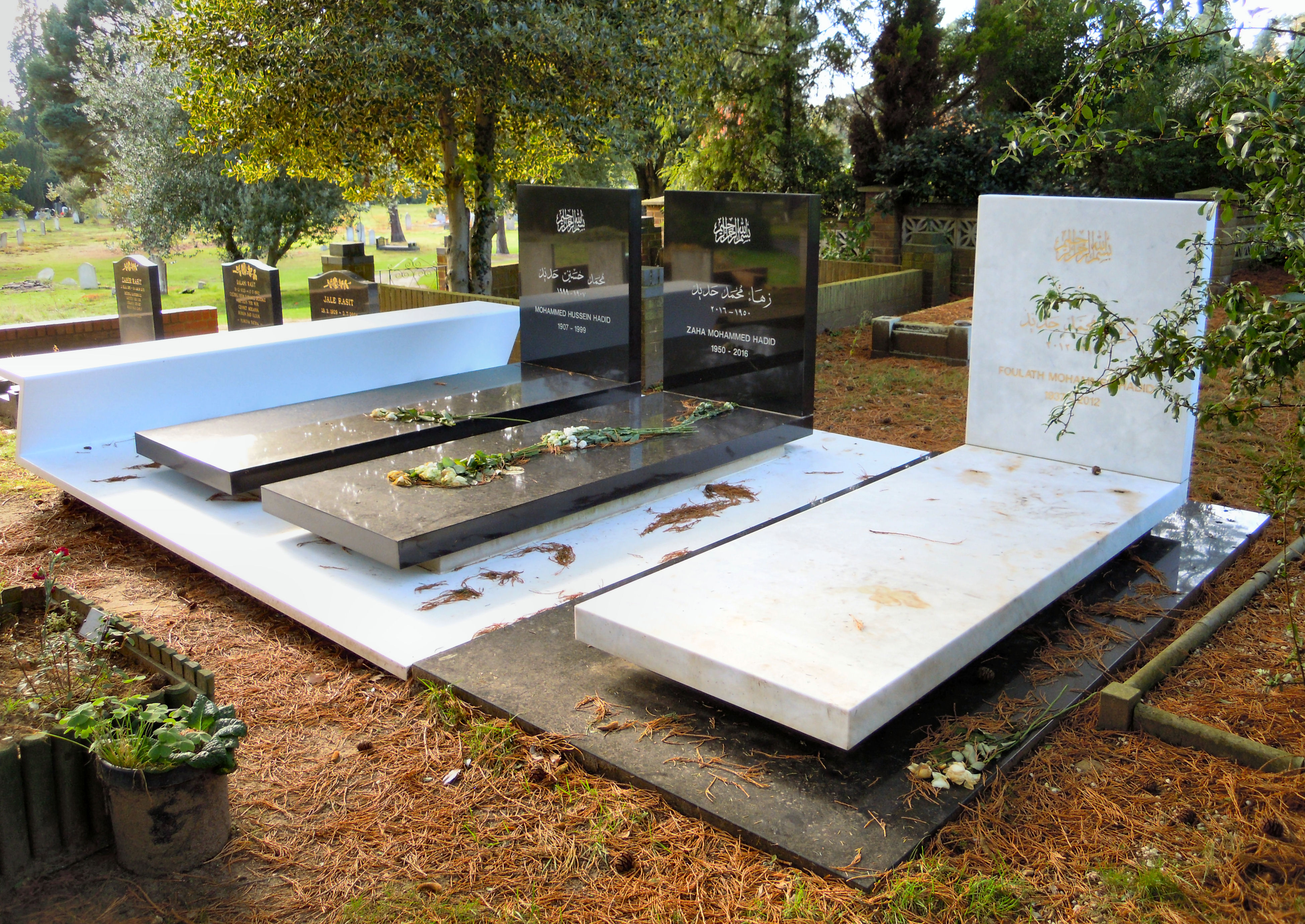
قبور محمد حديد (يسارا) وزها حديد (في الوسط) وفولاذ حديد (يمينا) في مقبرة بروكوود في المملكة المتحدة.

محمد حديد (1907-1999) هو سياسي واقتصادي عراقي شغل منصب وزير التموين (1946) ووزيرا للمالية ووزيرا للصناعة بالوكالة (1958 - 1960)، وهو والد المعمارية العراقية زها حديد.

## حياته
ولد محمد حديد لعائلة ثرية في الموصل في 1 يناير عام 1907، إذ كان والده الحاج حسين حديد اللهيبي (1863-1958)م من كبار تجار مدينة الموصل، وقد اتاح له ذلك الفرصة لإكمال دراسته الثانوية في كلية ملحقة بالجامعة الأميركية في بيروت حيث دخلها في العام 1924 ليتخرج منها بعد عامين ويبدو أن طموحه العلمي قد تجاوز ماهو متاح له في العراق، فقرر أن يسافر إلى لندن لإكمال دراسته الجامعية عام 1928 فانتسب إلى مدرسة لندن للاقتصاد والعلوم السياسية وهي أحد كليات جامعة لندن العريقة وفي حزيران 1931 أنهى دراسته مع مرتبة الشرف، حيث تعين في أيلول من العام نفسه في وزارة المالية بوظيفة مفتش مالي.
تزوج محمد حديد من وجيهة الصابونجي وأنجب منها ثلاثة أولاد: المعمارية الشهيرة زها حديد وهيثم وكان يعمل كاتبًا وخبير الشأن العربي فولاذ حديد. تأثر حديد بأعمال سيدني ويب، هيو دالتون، جون ماينارد كينز وغيرهم من الاقتصاديين والاشتراكيين الذين كانت أفكارهم تبشر بنظام اجتماعي جديد بعد أعقاب الإمبراطورية العثمانية.

## المناصب التي شغلها
اشترك في تأسيس الحزب الوطني الديقراطي الذي تزعمة كامل الجادرجي سنة 1946 وانتخب نائب لرئيس الحزب. كما شارك في الوفد العراقي للمؤتمر الآسيوي الأفريقي في القاهرة الذي عُقد في 1 كانون الثاني 1958. ومن الشخصيات التي ضمها الوفد طالب مشتاق. محمد صديق شنشل
انتخب نائبا في مجلس النواب عن مدينة الموصل خلال السنوات 1937، 1948، 1954. كما كان من مؤسسي جريدة الأهالي منذ صدورها خلال سنة 1931 وعمل في تحريرها في الفترات المختلفة التي كانت تصدر فيها. تبنت الجريدة مُثل حزب العمل البريطاني وجذبت شخصيات أخرى مثل عبد الفتاح إبراهيم [ج]، محمد جعفر أبو التمن وكامل الجادرجي وحكمت سليمان.
عين وزيرا للتموين سنة 1946 وشغل يعدها منصب وزيرا للمالية ضمن التشكيل الوزاري للحكومة العراقية الأولى بعد انبثاق ثورة 14 تموز 1958حتى سنة 1960 حيث استقال من منصبة وعاد لمزاولة النشاط السياسي في تشكيل الحزب الديمقراطي التقدمي وإصدار جريدة البيان.
شارك في الوفد العراقي الأول الذي غادر بغداد ليلة 17 تموز 1958 إلى دمشق لمقابلة رئيس الجمهورية العربية المتحدة جمال عبد الناصر. وكان الوفد برئاسة العقيد الركن عبد السلام محمد عارف وعضوية كل من: محمد صديق شنشل. محمد حديد. عبد الجبار الجومرد. المقدم الركن محمد مجيد. الرئيس الأول الركن عبد الستار عبد اللطيف. الرئيس الأول الركن الطيار حردان عبد الغفار التكريتي.

## جريدة الأهالي
في عام 1936، شاركت جريدة الأهالي في انقلاب بقيادة الجنرال بكر صدقي سعي بعدها لسلطة ديكتاتورية على حساب خطط الجريدة للإصلاح والصالح العام، استقالت بعدها المجموعة عام 1937. وفي عام 1946، أصبح حديد نائبًا لرئيس الحزب الوطني الديمقراطي. دافع الحزب، وخصوصا الجناح الاجتماعي الديمقراطي، عن الإصلاح الزراعي وحقوق العمال وسيطرة الدولة على صناعة النفط العراقية الناشئة.

## النشاط الدولي
وأثناء تمثيل الموصل في مجلس النواب، أصبح محمد حديد عضوا رياديا في مجلس اتحاد الصناعات العراقية وعندها كان النفوذ البريطاني ما زال محتدما في العراق. وخلال زياراته إلى المملكة المتحدة، كان يطالب الصحافة بالدعوة إلى ديمقراطية برلمانية عراقية. كما عارض حديد المشاركة العراقية في منظمة الدفاع الموالية للغرب والمعروفة باسم حلف بغداد. وفي عام 1956، عندما انضمت بريطانيا إلى فرنسا وإسرائيل في مهاجمة السويس في مصر، قاد حديد جبهة الاتحاد الوطني والتي وحدت الأحزاب السياسية العراقية للمطالبة بمكافحة تعديات إسرائيل.

## وصلات خارجية
- محمد حديد: مذكراتي وبدايات الحركة الديمقراطية في العراق جريدة المدى.